# أوبرا

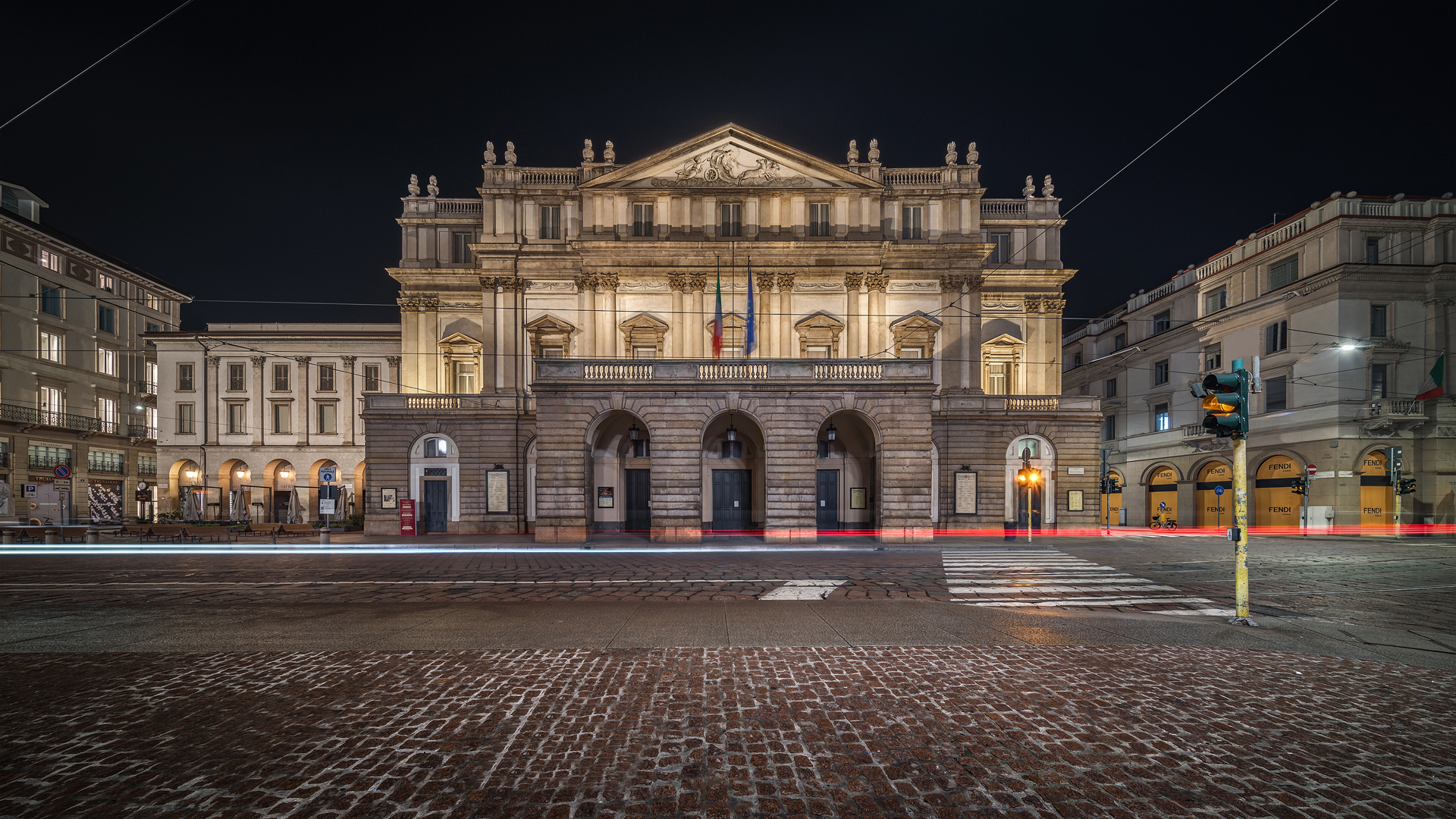
«تياترو أللا سكالا» في ميلانو، إيطاليا. تأسّس عام 1799، وهو أحد أشهر دور الأوبرا في العالم.

الأوبرا أو الرواية الغنائية أو المسرحية الغنائية أو المُغنَّاة هي شكل من أشكال المسرح حيث تعرض الدراما كليًا أو بشكل رئيسي بالموسيقى والغناء، وقد نشأت في إيطاليا عام 1600. الأوبرا جزء من الموسيقى الغربية الكلاسيكية. في أي أداء أوبرالي، تُعرض عدة عناصر من عناصر المسرح الكلامي مثل التمثيل، المشاهد والأزياء، والرقص بعضًا من الأحيان. عادة ما تكون عروض الأوبرا في دار أوبرا مصحوبةً بأوركسترا أو فرقة موسيقية أصغر قليلاً.
يعرّف أحمد بيومي في القاموس الموسيقي «الأوبرا» بالشكل التالي: [ أوبرا: الأوبرا عمل مسرحي غنائي Opera\it.Eng).(Opéra\Fr)). مؤلّف درامي غنائي متكامل يعتمد على الموسيقى والغناء، يؤدى الحوار بالغناء بطبقاته ومجموعاته المختلفة، موضوعها وألحانها تتفق وذوق وعادات العصر التي كتبت فيه وتشمل الأوبرا على الشعر والموسيقى والغناء والباليه والديكور والفنون التشكيلية والتمثيل الصامت والمزج بينها. كما تشمل أغانيها على الفرديات والثنائيات والثلاثيات والإلقاء المنغم… والغناء الجماعي (الكورال) وبمصاحبة الأوركسترا الكاملة… ].

## تاريخ الأوبرا
تطورت الأوبرا تاريخيّاً انطلاقاً من المدائحيّات، حيث ظهرت جماعات دائمة منظمة بمبادرة من رجال الدين في الكنيسة الغربيّة مهمتها إقامة جوقة دينية لكل عيد يقام وفق تقاليد المداحين وسميت هذه المجموعة من المؤلفات التي تنشدها هذه المجموعة باسم (المدائحيّات) وكان بعضها يحتوي إخراجاً معقداً ومكان العرض المفضل في البدء كان داخل الكنيسة، ويتم الحفل بأسلوب متعدد النغم، وبعض الجوقات، ثم جوقتان متناوبتان، ولضرورة المؤثرات المسرحية تحولت المسرحية إلى باحات الكنائس ثم إلى الساحات وفي القرن الخامس عشر ظهرت المنصة بظهور التمثيليات الدينية، وكانت تقسم إلى أجزاء يسمى كل منها (البيت) وتوضع عليها لافتة توضّح غايتها، وكانت الجنة في الأعلى وفي إحدى الزوايا يفغر تنين شدقيه ليكون مدخل الجحيم، وكانوا يستخدمون مقاطع شعرية تتألف من ثمانية أبيات ربما وفقاً لفن الإنشاد الرتيب الذي كان يمارسه «المغنون الشعبيون».
وهنا يمكن الوقوف عند كلام فيتوباندولفي: [ …وفي هذه الحال، قد يجوز لنا أن ننظر إلى المدائحيات على أنها أول أشكال المسرح الموسيقي، الذي قدر له أن يتحول إلى «أوراتوريو» (ابتهالية) وإلى «أوبرا» (مغناة) ]. ويمكن القول بأن "....." هي أوبرا ذات موضوع ديني تقدم في الكنيسة عوضاً عن المسرح فقد انبثق كل من الأوبرا....من جذور واحدة، كما انبثقت التمثيلات الدينية (مسرحيات الأسرار أو آلام المسيح) والمسرحيات الدنيوية من جذور واحدة.
أما في البلاط وقصور النبلاء في القرن الخامس عشر والسادس عشر فقد ظهرت عروض تتميز بالثياب الفاخرة وعجائب الديكور الذي لا يتعلق بالرسم وحسب بل بالنحت والهندسة، وكذلك بفواصل موسيقية بين الفصول ذات مضمون أسطوري أو رمزي، وقد ساهم أعظم فناني العصر كـ «رافائيل» و«برامانته» و«اريوسته» بتنفيذ الديكورات، التي ترتكز على مؤثرات تحصل بواسطة المنظور ومزيج بين الرسم والهندسة، كما كانت ألوان الأزياء تختار بعناية (على الأغلب فاتحة) كما كانت هناك تعاليم للحركة على المنصة (عدم المشي إلا عند الضرورة القصوى) وتعاليم النطق واللفظ وكذلك دراسة الإضاءة المناسبة للمنظور المرسوم واستخدام المرايا، كما واستخدمت أوركسترا موسيقية ودرست علاقات دخولها مع الكلام أثناء العرض المسرحي.
وتعتبر المسرحية الأوبرالية دافني (1597) لـ:جاكوبو بيري، الأوبرا الأولى، ولكن المؤلف الأول العظيم للأوبرا كان كلاوديو مونتيفيردي (1567-1643) الذي لا تزال أعماله تعرض وتؤدى حتى اليوم. ما لبثت الأوبرا بعدها إلا أن انتشرت من فلورنسا، البندقية وروما... من إيطاليا إلى بقية أرجاء أوروبا: شوتز في ألمانيا، لولي في فرنسا، وبرسل في إنجلترا، كل هؤلاء ساعدوا في إنشاء تواريخهم الوطنية. على أية حال، وفي القرن الثامن عشر، استمرت سيطرة الأوبرا الإيطالية على معظم أرجاء أوروبا، ما عدا فرنسا، مما ساعد على جذب مؤلفيين أجانب مثل هاندل. في ذلك الوقت، كانت أوبرا سيريا أو الأوبرا الجدّية أو الدرامية، أكثر أنواع الأوبرا الإيطالية رفعةً في المستوى، حتى جاء غلك الذي عاكس اصطناعية الأخيرة بمسرحياته الأوبرالية المعدّلة. وفي أواخر القرن الثامن عشر، كان موتسارت من أكثر الشخصيات تأثيرًا على الأوبرا آنذاك، ابتدأ موتسارت بأوبرا سيريا، ولكنه اشتهر بمسرحياته الأوبرالية الكوميدية الإيطالية، خصوصًا لي نوتزي دي فيغارو أو زواج فيغارو، دون جوفاني أو السيد جوفاني، وكوزي فان توتي. أوبرا داي زوبرفلوت أو المزمار السحري تعد من أشهر أعمال موتسارت وتعد أيضًا من العلامات الواضحة للتاريخ الألماني في الموسيقى.
شهد الثلث الأول من القرن التاسع عشر ذروة أسلوب بل كانتو، مع ملحنين أمثال، جواكينو روسيني، غايتانو دونيزيتي، بيليني، كل هؤلاء ألفوا أعمالاً لا تزال ذائعة الصيت والأداء حتى اللحظة. تعتبر أواسط القرن التاسع عشر إلى أواخره العصر الذهبي للأوبرا، حيث كان فاغنر في ألمانيا وفيردي في إيطاليا. استمر هذا العصر الذهبي خلال حقبة الفيريسمو في إيطاليا مرورًا بالأوبرا الفرنسية وعبورًا إلى بوتشيني وريتشارد شتراوس في مطلع القرن العشرين. في ذلك الأوان، ولدت طرق أوبرالية جديدة في أواسط وشرق أوروبا، تحديدًا في روسيا وبوهيميا. شهد حينها القرن العشرين تجارب عديدةً للأوبرا مع أساليب جديدة لملحنين أمثال شوينبيرغ وبيرغ، سترافينسكي، وفيليب غلاس.

## الجذور

### الأوبرا الإيطالية
كلمة أوبرا تعني «العمل» باللغة الإيطالية (من اللاتينية أوبس وتعني «العمل» أو «بذل الجهد»)، هذا يقترح أنها تمزج ما بين الفن المنفرد ومع الجوقة الموسيقية، الخطبة، التمثيل والرقص على منصة المسرح.
فقد حاولت جماعة الأصدقاء «كاميراتا Camerata» في فلورنسا بزعامة «الكونت باردي Count Giovanni Bardi» عام 1600 إخراج مسرحية تتخللها الموسيقى على غرار ما تصوروه عن التراجيديات الإغرايقية فإذا بهم يصلون إلى نموذج مسرحي جديد أسموه (الأوبرا) ولقد كانوا اصحاب نظرية وتطبيق فكان كل منهم يسهم في العمل الفني المشترك في حدود تخصصه؛ فكان «كاتشيني Giulio Caccini» يهتم بتنمية الغناء و«كافالييري Cavalieri» يقدم الموسيقى الملائمة للمسرح وكان كل من «بيري Peri» و«رينوتشيتي Rinuccini» يعملان على استكمال مقومات التعبير الدرامي فولد نموذج الأوبرا من جهودهم التطبيقية المشتركة ونظرياتهم.
وتعتبر دافني لجاكوبو بيري وجماعة «كَميراتا Camerata»، باكورة المزيج الذي اعتبر لاحقا أوبرا أو مسرحية أوبرالية. كتبت دافني خلال العام 1597، مستوحاة من أديب إيطالي. كانت دافني محاولة لإحياء المسرح الاغريقي الكلاسيكي، والتي كانت بدورها جزءاً من السمات المميزة لعصر النهضة. لللأسف دافني فقدت أجزاؤها وضاعت. ولكن في العام 1600 ظهرت يوريديتشي عمل آخر لبيري، التي ولحسن الحظ تعتبر الأوبرا الأولى التي لا تزال محفوظة حتى اليوم الحاضر.
وظهر في عام 1600 ذاته نموذج آخر جديد هو نموذج التمثيلية الدينية أطلق عليها اسم "....." ومنها تمثيلية «الروح والجسد» التي كتبها «إيميليودي كافالييري (1550- 1602) Cavaliri» واستخدام فيها الرقص والغناء والتمثيل والمشاهد المسرحية وكانت تشبه في سماتها أوبرا «بيري Peri» فكانت مزودة بمجموعات إنشاد كورالي بسيط وبفواصل من موسيقى الآلات المناسبة لكل شخصية درامية والمصاحبة للأصوات البشرية في اتحاد نغمي وفقاً لطبقاتها الصوتية، وحول فيه الحوار إلى غناء بجانب أجزاء الكورال والأدوار المنفردة، ويعد «كافالييري» أول من نقل الموسيقى إلى خشبة المسرح وأول من حوّل المسرحية إلى ألحان وكان راقصاً وعازفاً للأرغن وأستاذ غناء وهو ممهد الطريق الحقيقي إلى الكتابة الأوبرالية بلا منازع.
غير أن "....." لم يلبث أن تجرد من العناصر المسرحية من ملابس وتمثيل ومناظر وخشبة مسرح ليؤدى وحده بالكنيسة تلاوةً وإنشاداً وإلقاءً وغناءً منفرداً في حين تطورت الأوبرا فاتسم إخراجها بالفخامة والثراء فأقيمت دور للأوبرا، واشترك المهندسون في إخراج المسرحية الأوبرالية لإظهار الفخامة المفرطة وفق أسلوب الباروك، وكان المهندسون يحققون معجزات مسرحية كتصوير الزلازل والعواصف الرعدية وتحويل خشبة المسرح إلى بحر تظهر فيه جنيات الماء وحورياته ثم تختفي في غمضة عين، كما أدخلت الباليه كفن الرقص بين فصول الأوبرا في بعض الأحيان، ويؤكد د. ثروت عكاشة: [ …في هذا العصر ولدت الأوبرا التي تعد أكثر النماذج تمثيلاً لفن الباروك Baroqur فقد أرضت أهل الباروك الذين كانوا يتشيعون لإطلاق الحدود فيما بين جميع الفنون، ولهدم الأسوار التي تفصلها عن بعضها البعض، إذ يجب أن تتآلف جميعها ضمن العمل الدرامي مكونة وحدة ضخمة]

## جمع الفنون في الأوبرا
أتت الأوبرا كأحد مظاهر جمع الفنون السبعة، حيث يمكن العودة لتقديم أحمد بيومي في القاموس الموسيقي «الأوبرا» لملاحظة ما يخص تعاون وجمع الفنون فيها:
[ أوبرا: الأوبرا عمل مسرحي غنائي Opera\it.Eng).(Opéra\Fr)). مؤلّف درامي غنائي متكامل يعتمد على الموسيقى والغناء، يؤدى الحوار بالغناء بطبقاته ومجموعاته المختلفة، موضوعها وألحانها تتفق وذوق وعادات العصر التي كتبت فيه وتشمل الأوبرا على الشعر والموسيقى والغناء والباليه والديكور والفنون التشكيلية والتمثيل الصامت والمزج بينها. كما تشمل أغانيها على الفرديات والثنائيات والثلاثيات والإلقاء المنغم (Recitativo)… والغناء الجماعي (الكورال) وبمصاحبة الأوركسترا الكاملة… ].
كذلك تحدث د. ثروت عكاشة عن تعاون وجمع الفنون رغم سيطرة بعضها على الآخر في بعض الأعمال، بقوله: [ …وقد تلاقت الفنون جميعها في كل من نموذجي الأوبرا والباليه، غير أنها لم تصل إلى مرتبة التوازن والتكامل الرائعة، وكثيراً ما كانت الموسيقى تطغى على التمثيل في الأوبرا، كما كان يحدث العكس أحياناً، وقد أخذت الفنون التشكيلية فيها مكان الصدارة مرات وتراجعت تماماً مرات أخرى، وفي أوبرات «الإخراج المسرحي الكبير» طغت المشاهد الدرامية على ما سواها كما فعل «مييزبير» في أوبرا «الهيوجونوت» حيث دارت مذبحة «سان بارتلميو» التاريخية وسط ديكور مسرحي هائل قام به فنانون تشكيليون، ونجح «فاجنر» في أن يعطي مثلاً رائعاً في أوبراته لوحدة الفنون جميعها في عمل فني شامل، كما جمعت فرقة «ديا جيليف» للباليه الروسي في العقد الثاني والثالث من القرن الحالي -القرن العشرين- أكبر فناني العصر في الموسيقى والتصوير والرقص مثل «سترافنسكي» و«رافل» و«داريوس ميلو» و«بيكاسو» و«باكست» و«جونتشاروفا» و«فوكين» و«آنا بافلوفا» وغيرهم. وقد جنح «بروكوفييف» إلى إبراز مشهد السوق المزدحم بالرائحين والغادين في باليه «زهرة من صخر» ومنحه اهتماماً أكبر من اهتمامه بابراز حركة الرقص ].